# Манастир Карановац
Манастир Карановац је српски средњовјековни манастир који је откривен археолошким истраживањем. Припада Епархији бањалучкој Српске православне цркве. Смјештен је испод планине Козаре у долини ријеке Лубине.

## Повијест
Манастир се налази у Кијевцима крај Градишке, простирао се на више од 1.000 квадратних метара. Утврђено је, да је ова манастирска црква кориштена у касном средњем вијеку, тачније у раздобљу од 13. до средине 16. вијека. По народном предању манастир је био активан све до пада под Турке, након чега је срушен, а тесани камен од манастира допремљен у Бањалуку за изградњу џамије Ферхадије. У близини Манастиришта налази се врело о којем постоји предање, наиме када су Турци срушили манастирску цркву, звоно чији се продоран звук чуо у цијелом Поткозарју ударило о земљу, са тог мјеста потекла је вода. Комплетан манастир је истражен и у кругу њега пронађено је доста предмета из средњег вијека те 54 гроба. Пронађен је и ћирилични натпис из 1301. године који каже да је у манастиру служио поп Ловнице.
Године 2018. започели су радови на изградњи манастирске цјелине, након завршених археолошких радова.
Сусрећемо глагољичне натписе. Један од њих са глагољичним натписом је дотични Радин који се доводи у везу са периодом од 11-ог до 12-ог вијека. 
Нађен је и натпис из друге половине 14-ог вијека, тј. цјеловито име и презиме Милета Стојић, а занимљиво је да и дан-данас има презимена Стојића у Поткозарју.